# Democratische Eenheid Stadslijst
Democratische Eenheid Stadslijst, kortweg DE Stadslijst, was een Belgische lokale kieslijst te Turnhout.

## Geschiedenis
De kieslijst werd samengesteld in aanloop naar de gemeenteraadsverkiezingen van 2012 en was samengesteld uit vertegenwoordigers van Open Vld en onafhankelijken (o.a. voormalige CD&V-ers Bieke Mateusen en An Van Tornout). Andere namen op de lijst waren onder meer die van voormalig White Caps-voorzitter Guy Van Der Stuyft en Peter Gevers (DeeJay Baobab). Initieel nam ook de partij Turnhout Vooruit deel. Laatstgenoemde partij verliet evenwel het kartel uit onvrede met de samenstelling van de kieslijst.
Lijsttrekker was Bieke Mateusen. DE Stadslijst overtuigde die stembusgang 5,25% van de kiezers, goed voor 1 zetel in de Turnhoutse gemeenteraad. Verkozene was Pierre Gladiné.